# Kamienica Rynek-Ratusz 10 we Wrocławiu
Kamienica Rynek-Ratusz 10 zwana również jako "Pod Złotym Krzyżem" – zabytkowa kamienica na wrocławskim Rynku, w północnej pierzei tretu tzw. stronie rymarzy lub stronie złotników. 
Większość kamienic znajdujących się w północnej pierzei tretu ma rodowód sięgający XV– XVII. Pierwotnie były to parterowe drewniane kramy, a następnie piętrowe murowane pomieszczenia mieszkalne przylegające do dwukondygnacyjnej murowanej ściany północnej Smatruza. Z biegiem kolejnych lat pomieszczenia przekształcono w wielopiętrowe kamienice. Po 1824 roku, kiedy to zlikwidowano Smatruzy, właściciele kamienic z tej strony wykupili od miasta za kwotę 21 000 talarów, jej tereny i przedłużyli swoje budynki na południe. Zachowane z tego okresu zabudowania mają cechy architektury późnoklasycystycznej. 
Działania wojenne podczas II wojny światowej częściowo zniszczyły pierzeję północną. Jej odbudowa została opracowana w 1954 roku przez profesora Edmunda Małachowicza w Pracowni Konserwacji Zabytków przy udziale prof. Stanisława Koziczuka, Jadwigi Hawrylak i Stefana Janusza Müllera.

## Historia kamienicy

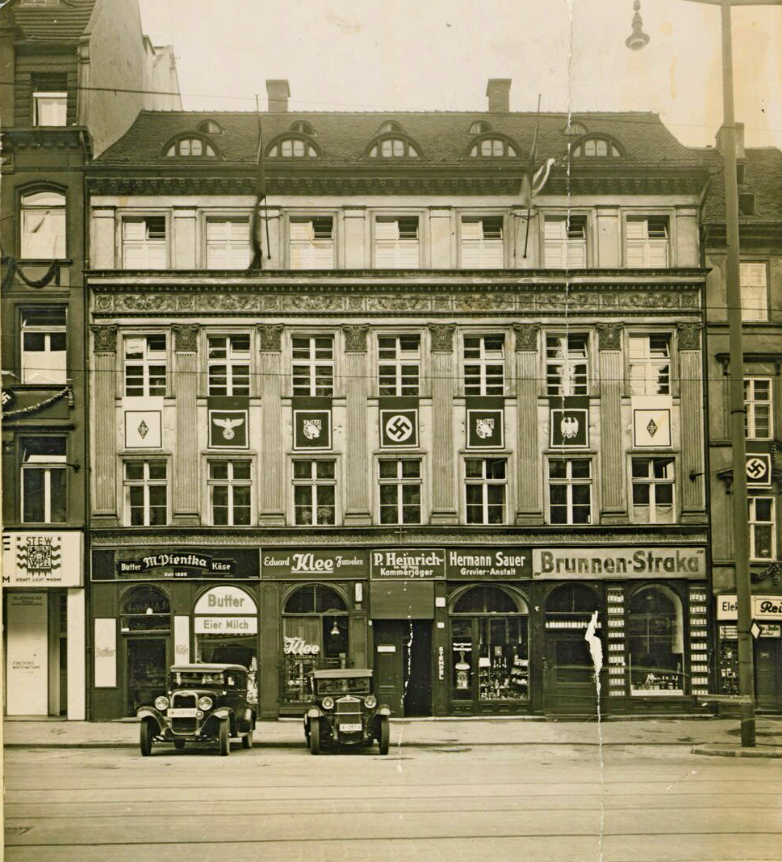
Udekorowana kamienica podczas obchodów XII Święta Niemieckiego Związku Śpiewaczego w 1937 roku

Pierwotnie w miejscu obecnej kamienicy znajdowały się cztery średniowieczne kramy. W kolejnych latach powstały trzy kamienice, nr 10A, 10B i 10D, o fasadzie w stylu barokowym; w latach 1710– 1740 wzniesiono tu trzy nowe wąskie kamieniczki o układzie szczytowym. Pierwsza z nich (nr 10a) powstała po roku 1720 i miała identyczny wygląd jak kamienica nr 9 w tym okresie, tj. była pięciokondygnacyjnym budynkiem, o dwóch osiach okiennych i ze szczytem  w formie jednoosiowej edykuli ujętej w wolutowe spływy i z tympanonem o podwiniętym i przerwanym górnym gzymsie z ustawionym pośrodku wazonem. Kamienica środkowa, szczytowa (10b) powstała w 1740 roku, miała szerokość dwóch osi okiennych, a jej fasada była ozdobiona w części parterowej oraz w szczycie pilastrami korynckimi. Trzecia kamienica (10d) z 1709– 1710, największa z nich, była budynkiem pięciokondygnacyjnym z czteroosiową fasadą. Całość zwieńczały dwa szczyty oraz dwa, prostopadłe do fasady dachy.  
Przed 1825 rokiem kamieniczki wyburzono, a w ich miejsce wzniesiono jedną, klasycystyczną, trzykondygnacyjną kamienicę, podniesioną w latach 70. XIX w. o czwartą kondygnację i podpiwniczenie w części tylnej. 
Obecnie, czterokondygnacyjny budynek posiada wewnętrzny oktogonalny dziedziniec, nakryty dwuspadowym dachem w układzie kalenicowym w części przedniej i tylnej oraz dachem jednospadowym nad bocznymi łącznikami. W części przedniej budynek ma układ dwutraktowy, w tylnej jednotraktowy. Przez obie części przechodzi sień przelotowa, a w łącznikach znajdują się eliptyczne klatki schodowe.  
Elewacja frontowa jest siedmioosiowa, ozdobiona ośmioma kanelowanymi pilastrami wielkiego porządku, podtrzymującymi nad trzecią kondygnację rozbudowane belkowanie przechodzące w gzyms międzykondygnacyjny z rozbudowaną dekoracją wolutowo-roślinną z rozetami, wieńcami, wazami, pasem jajownika i palmetowym fryzem. Część parterowa jest gładka i posiada siedem otworów zamkniętych półkoliście. Do budynku prowadzi wejście zamknięte od góry archiwoltą ze zwornikiem pośrodku, na którym umieszczono krzyż maltański oraz datę "1825". W tylnej części elewacji, na wysokości 2 kondygnacji, znajduje się żeliwna, wielopolowa tarcza herbowa z koroną zamiast klejnotu, podtrzymywaną przez dwóch mężów.        
W kamienicy nr 10 po 1954 roku znajdował się dom handlowy. W 2016 roku kamienica przeszła gruntowny remont.